# Péfki (ort)
Péfki är en ort i Grekland.   Den ligger i prefekturen Trikala och regionen Thessalien, i den centrala delen av landet, 280 km nordväst om huvudstaden Aten. Péfki ligger 1 021 meter över havet och antalet invånare är 261.
Terrängen runt Péfki är kuperad åt nordost, men åt sydväst är den bergig. Runt Péfki är det mycket glesbefolkat, med 6 invånare per kvadratkilometer. Närmaste större samhälle är Metsovo, 17,2 km väster om Péfki. 